# На Эмилия
«На Эми́лия» (лат. In Aemilium) — условное название стихотворения римского поэта Гая Валерия Катулла, включённого в состав посмертного сборника («Книги Катулла Веронского») под номером 97. Автор здесь пишет, не обращаясь ни к кому персонально, о некоем Эмилии, у которого воняет изо рта.
О герое стихотворения больше ничего не известно. В составе Палатинской антологии есть три эпиграммы о человеке с вонючим ртом, написанные в I веке н. э.